# Ale (đô thị)
Đô thị Ale (Ale kommun) là một đô thị ở hạt Västra Götaland ở phía tây Thụy Điển. Chính quyền đô thị là thị trấn Nödinge-Nol.
Ale được lập năm 1974, khi các đô thị Nödinge, Skepplanda và Starrkärr đã được nhập lại.

## Các khu vực
Dân số năm 2000.
- Nödinge-Nol 8.800
- Surte 5.400
- Älvängen 3.,700
- Skepplanda 1.900
- Alvhem 223

## Thành phố kết nghĩa
- Bertinoro, Italia
- Kaufungen, Đức
- Ruukki, Phần Lan